# Лоуп (округ, Небраска)
Шаблон:StateAbbr_ 41°56′ пн. ш. 99°27′ зх. д. / 41.93° пн. ш. 99.45° зх. д.
Округ Лоуп (англ. Loup County) — округ (графство) у штаті Небраска, США. Ідентифікатор округу 31115.

## Історія
Округ утворений 1883 року.

## Демографія
За даними перепису 
2000 року 
загальне населення округу становило 712 осіб, усе сільське.
Серед мешканців округу чоловіків було 371, а жінок — 341. В окрузі було 289 домогосподарств, 207 родин, які мешкали в 377 будинках.
Середній розмір родини становив 2,99.
Віковий розподіл населення поданий у таблиці:
| Стать    | До 15 років | 15-21 | 22-29 | 30-39 | 40-49 | 50-65 | 65-85 | Понад 85 |
| -------- | ----------- | ----- | ----- | ----- | ----- | ----- | ----- | -------- |
| Чоловіки | 91          | 34    | 19    | 36    | 57    | 67    | 62    | 5        |
| Жінки    | 64          | 25    | 17    | 42    | 47    | 74    | 67    | 5        |

## Суміжні округи
- Рок — північ
- Голт — північний схід
- Ґарфілд — схід
- Кастер — південь
- Блейн — захід
- Браун — північний захід

## Виноски
1. ↑  US Decennial Census. US Census Bureau. Архів оригіналу за 12 травня 2015. Процитовано 9 грудня 2014.
2. ↑  Historical Census Browser. University of Virginia Library. Архів оригіналу за 11 серпня 2012. Процитовано 9 грудня 2014.
3. ↑  Population of Counties by Decennial Census: 1900 to 1990. US Census Bureau. Архів оригіналу за 27 квітня 2015. Процитовано 9 грудня 2014.
4. ↑  Census 2000 PHC-T-4. Ranking Tables for Counties: 1990 and 2000 (PDF). US Census Bureau. Архів оригіналу (PDF) за 18 грудня 2014. Процитовано 9 грудня 2014.
5. ↑  State & County QuickFacts. US Census Bureau. Архів оригіналу за 7 червня 2011. Процитовано 21 вересня 2013.(англ.) Наведено за англійською вікіпедією.
6. ↑  American FactFinder. Бюро перепису населення США. Архів оригіналу за 26 лютого 2012. Процитовано 31 січня 2008.

| США | Це незавершена стаття з географії США. Ви можете допомогти проєкту, виправивши або дописавши її. |